# Cupedora tomsetti
Cupedora tomsetti är en snäckart som först beskrevs av Tate 1887.  Cupedora tomsetti ingår i släktet Cupedora och familjen Camaenidae. IUCN kategoriserar arten globalt som nära hotad. Inga underarter finns listade i Catalogue of Life.